# Civitella in Val di Chiana
Civitella in Val di Chiana is een gemeente in de Italiaanse provincie Arezzo (regio Toscane) en telt 8888 inwoners (31-12-2004). De oppervlakte bedraagt 100,4 km², de bevolkingsdichtheid is 89 inwoners per km².

## Demografie
Civitella in Val di Chiana telt ongeveer 3257 huishoudens. Het aantal inwoners steeg in de periode 1991-2001 met 13,6% volgens cijfers uit de tienjaarlijkse volkstellingen van ISTAT.
| Jaar | Inwoneraantal |
| ---- | ------------- |
| 1991 | 7649          |
| 2001 | 8687          |

## Geografie
De gemeente ligt op ongeveer 280 m boven zeeniveau.
Civitella in Val di Chiana grenst aan de volgende gemeenten: Arezzo, Bucine, Laterina, Monte San Savino en Pergine Valdarno.

## Galerij

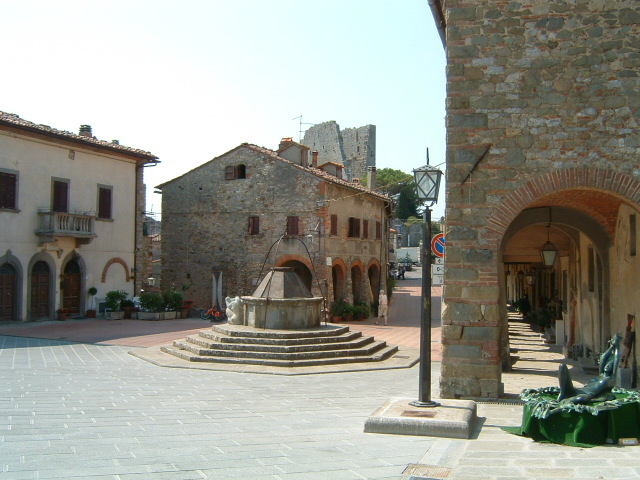
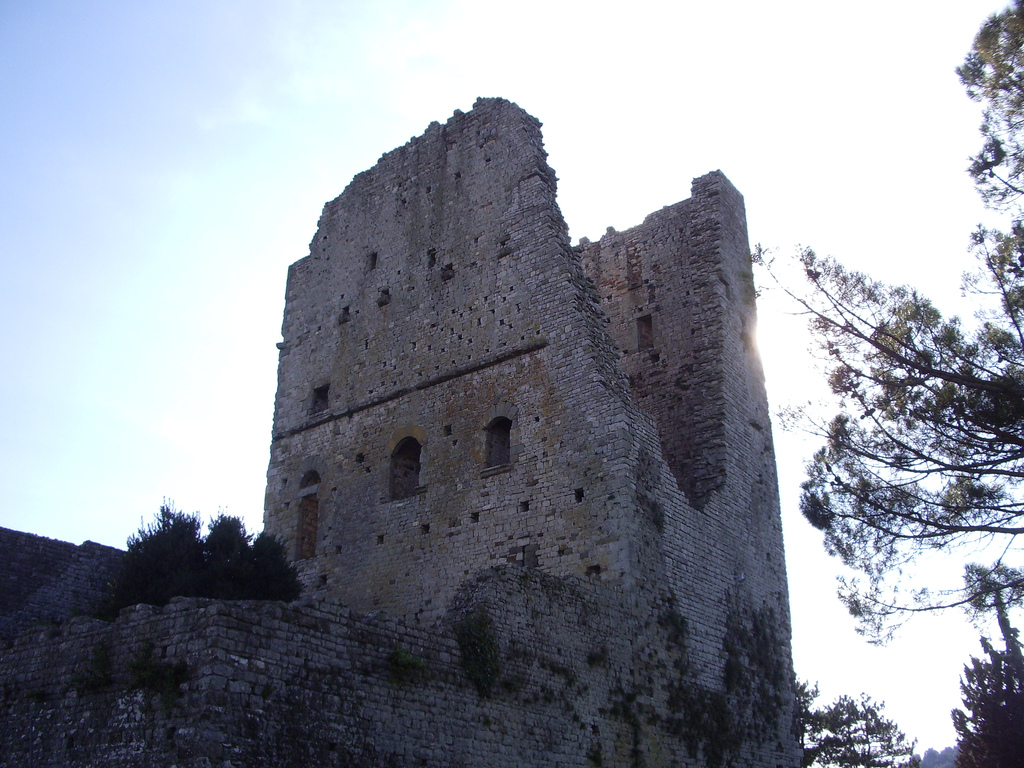
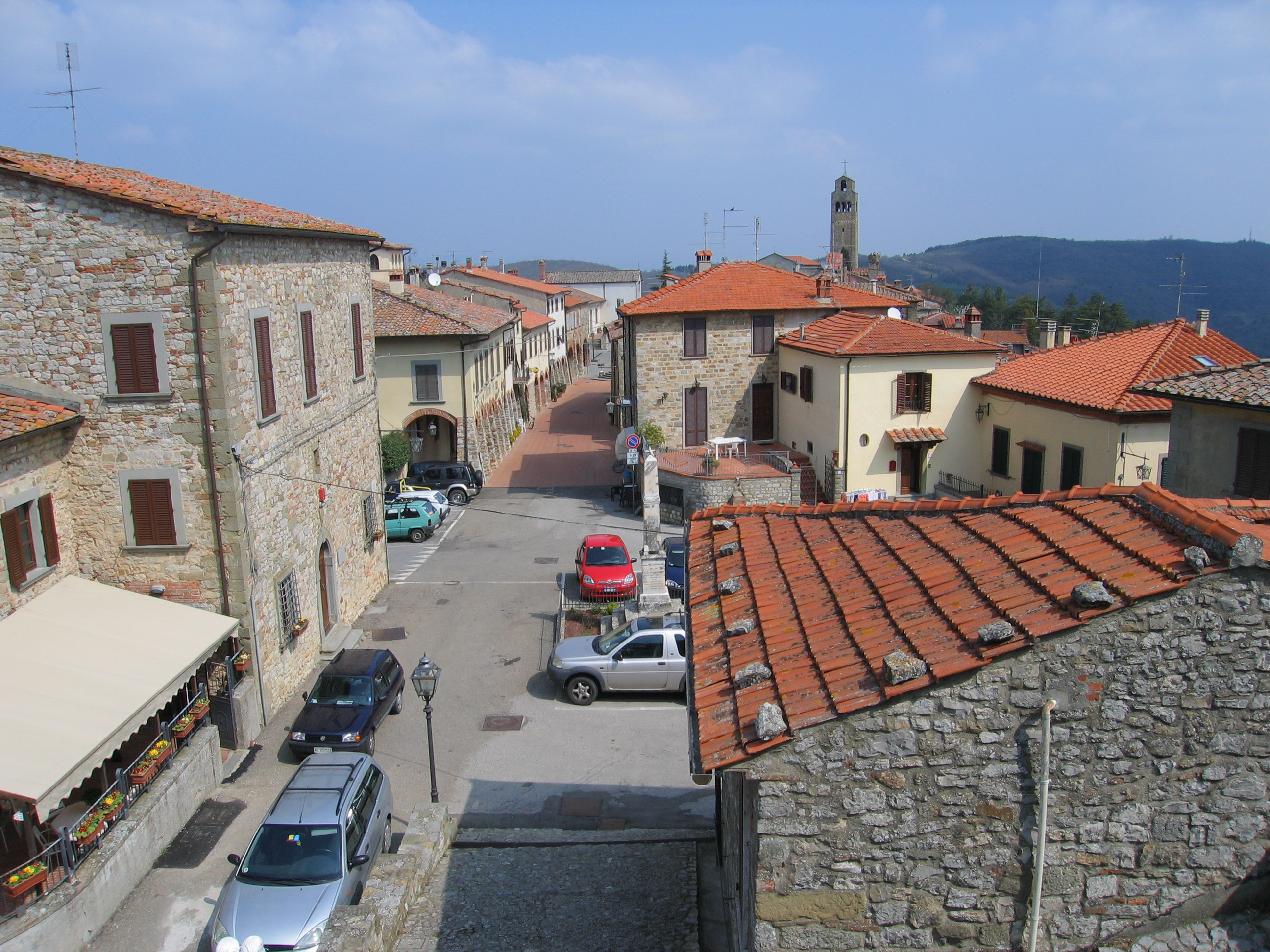

Anghiari · Arezzo · Badia Tedalda · Bibbiena · Bucine · Capolona · Caprese Michelangelo · Castel Focognano · Castel San Niccolò · Castelfranco Piandiscò · Castiglion Fibocchi · Castiglion Fiorentino · Cavriglia · Chitignano · Chiusi della Verna · Civitella in Val di Chiana · Cortona · Foiano della Chiana · Laterina · Loro Ciuffenna · Lucignano · Marciano della Chiana · Monte San Savino · Montemignaio · Monterchi · Montevarchi · Ortignano Raggiolo · Pergine Valdarno · Pieve Santo Stefano · Poppi · Pratovecchio Stia · San Giovanni Valdarno · Sansepolcro · Sestino · Subbiano · Talla · Terranuova Bracciolini
1. ↑  https://demo.istat.it/?l=it.